# Marchiş Julianna
Marchiş Julianna Hortenzia, névváltozat: Zsoldos-Marchiş Iuliana-Hortensia  (Kolozsvár, 1976. július 5. –) erdélyi magyar matematikus, egyetemi tanár.

## Élete
A kolozsvári Babeș–Bolyai Tudományegyetemen matematika szakot végzett. Jelenleg ugyanott, a pszichológia és neveléstudományi karon egyetemi tanár, a módszertani szakcsoport tagja, és az informatika tanításának módszertanát oktatja. 2009-ben doktorált Kolumbán József irányításával.

## Munkássága
Kutatási szakterületei: parciális differenciálegyenletek, homogenizáció, fraktálok. Tudományos cikkeit Marchis Iuliana néven jegyzi.

### Könyvei
- Marchiş Julianna: Az informatika tanításának módszertana, Kolozsvári Egyetemi Kiadó, 2008.
- Marchiş Julianna: Információs és kommunikációs technológiák, Kolozsvári Egyetemi Kiadó, 	2008.

### Szakcikkei (válogatás)
- Marchis, Iuliana: Asymptotic behavior of the solution of quasilinear parametric variational inequalities in a beam with a thin neck. Acta Univ. Sapientiae, Math. 2, No. 1, (2010) 5–24.
- Marchis, Iuliana; Szász, Tünde: Homogenization and reduction of dimension for nonlinear parametric variational inequalities. Nonlinear Anal., Theory Methods Appl., Ser. A, Theory Methods 71, No. 3-4, A,  (2009) 819–828.
- Marchis, Iuliana: On graph-invariant measures. Stud. Univ. Babeş–Bolyai, Math., 52, No. 3,  (2007) 117–127.
- Hausenblas, Erika;  Marchis, Iuliana: A numerical approximation of parabolic stochastic partial differential equations driven by a Poisson random measure.  BIT,  46, No. 4, (2006) 773–811.
- Lisei, Hannelore; Marchis, Iuliana: Numerical simulations for stochastic lattice equations.  Math. Pannonica 16, No. 2, (2005) 249–262.